# Puchar Europy w Lekkoatletyce 1973 – półfinał kobiet (Bukareszt)
Półfinał pucharu Europy w lekkoatletyce w 1973 kobiet odbył się 5 sierpnia w Bukareszcie. Był to jeden z trzech półfinałów. Pozostałe odbyły się w Sittard i Warszawie.
Wystąpiło sześć zespołów, z których dwa najlepsze awansowały do finału.

## Klasyfikacja generalna
| Poz. | Reprezentacja | Punkty |
| ---- | ------------- | ------ |
| 1    | NRD           | 76     |
| 2    | Rumunia       | 54     |
| 3    | Węgry         | 53,5   |
| 4    | Włochy        | 43     |
| 5    | Szwajcaria    | 24     |
| 6    | Norwegia      | 22,5   |

## Wyniki indywidualne
Kolorami oznaczono zawodniczki reprezentujące zwycięskie drużyny.

### Bieg na 100 metrów
| Lp. | Państwo    | Zawodniczka       | Wynik |
| --- | ---------- | ----------------- | ----- |
| 1.  | NRD        | Renate Stecher    | 11,4  |
| 2.  | Włochy     | Cecilia Molinari  | 11,7  |
| 3.  | Węgry      | Ildikó Szabó      | 11,8  |
| 4.  | Rumunia    | Mariana Condovici | 11,9  |
| 5.  | Norwegia   | Eva Seim          | 12,3  |
| 6.  | Szwajcaria | Doris Weber       | 12,5  |

### Bieg na 200 metrów
| Lp. | Państwo    | Zawodniczka          | Wynik |
| --- | ---------- | -------------------- | ----- |
| 1.  | NRD        | Petra Kandarr        | 22,8  |
| 2.  | Rumunia    | Mariana Condovici    | 23,4  |
| 3.  | Węgry      | Györgyi Balogh       | 23,7  |
| 4.  | Włochy     | Laura Nappi          | 24,1  |
| 5.  | Szwajcaria | Annemarie Flückinger | 24,4  |
| 6.  | Norwegia   | Eva Seim             | 25,8  |

### Bieg na 400 metrów
| Lp. | Państwo    | Zawodniczka   | Wynik |
| --- | ---------- | ------------- | ----- |
| 1.  | NRD        | Monika Zehrt  | 51,8  |
| 2.  | Szwajcaria | Vreni Leiser  | 53,3  |
| 3.  | Węgry      | Judit Szabó   | 53,9  |
| 4.  | Włochy     | Donata Govoni | 54,2  |
| 5.  | Rumunia    | Mariana Suman | 55,2  |
| 6.  | Norwegia   | Tone Rolland  | 57,1  |

### Bieg na 800 metrów
| Lp. | Państwo    | Zawodniczka     | Wynik  |
| --- | ---------- | --------------- | ------ |
| 1.  | NRD        | Elfi Rost       | 2:04,8 |
| 2.  | Węgry      | Márta Velekei   | 2:05,4 |
| 3.  | Rumunia    | Ileana Silai    | 2:05,6 |
| 4.  | Włochy     | Gabriella Dorio | 2:06,4 |
| 5.  | Norwegia   | Åse Svinsholt   | 2:08,2 |
| 6.  | Szwajcaria | Marianne Kern   | 2:11,8 |

### Bieg na 1500 metrów
| Lp. | Państwo    | Zawodniczka         | Wynik  |
| --- | ---------- | ------------------- | ------ |
| 1.  | NRD        | Gunhild Hoffmeister | 4:12,0 |
| 2.  | Włochy     | Paola Pigni         | 4:12,3 |
| 3.  | Rumunia    | Maria Linca         | 4:14,9 |
| 4.  | Węgry      | Magdolna Kulcsár    | 4:15,3 |
| 5.  | Norwegia   | Grete Andersen      | 4:20,5 |
| 6.  | Szwajcaria | Marijke Moser       | 4:37,7 |

### Bieg na 100 metrów przez płotki
| Lp. | Państwo    | Zawodniczka      | Wynik  |
| --- | ---------- | ---------------- | ------ |
| 1.  | NRD        | Annelie Ehrhardt | 12,7   |
| 2.  | Węgry      | Ilona Bruzsenyák | 13,2   |
| 3.  | Włochy     | Ileana Ongar     | 13,7 = |
| 4.  | Rumunia    | Elena Mirza      | 13,8   |
| 5.  | Norwegia   | Sidsel Kjellås   | 14,7   |
| 6.  | Szwajcaria | Franzi Dolker    | 15,0   |

### Sztafeta 4 × 100 metrów
| Lp. | Państwo    | Zawodniczki                                                     | Wynik |
| --- | ---------- | --------------------------------------------------------------- | ----- |
| 1.  | NRD        | Renate Stecher Doris Selmigkeit Petra Kandarr Christina Heinich | 43,4  |
| 2.  | Węgry      | Ilona Bruzsenyák Ildikó Szabó Zsuzsa Karoly Györgyi Balogh      | 45,3  |
| 3.  | Włochy     | Maddalena Grassano Adriana Carli Laura Nappi Cecilia Molinari   | 45,5  |
| 4.  | Rumunia    | Carmen Ene Marioara Lazar Laura Ratz Mariana Condovici          | 45,9  |
| 5.  | Szwajcaria | Doris Weber Judith Hein Annemarie Flückinger ??                 | 47,3  |
| 6.  | Norwegia   | Marit Prøsch Eva Seim Nina Liverød Brit Eli Moi                 | 47,8  |

### Sztafeta 4 × 400 metrów
| Lp. | Państwo    | Zawodniczki                                                       | Wynik  |
| --- | ---------- | ----------------------------------------------------------------- | ------ |
| 1.  | NRD        | Waltraud Dietsch Angelika Handt Renate Siebach Monika Zehrt       | 3:31,5 |
| 2.  | Rumunia    | Niculina Lungu Alexandrina Badescu Mariana Suman Ileana Silai     | 3:37,7 |
| 3.  | Węgry      | Éva Pusztai Márta Velekei Irma Kőnye Judit Szabó                  | 3:39,0 |
| 4.  | Włochy     | Donata Govoni Silvana Zangirolami Zina Boniolo Daniela Gregorutti | 3:39,5 |
| 5.  | Szwajcaria | Vreni Leiser Cicile Scheidegger Christine Hohl Brigitte Kamber    | 3:47,4 |
| 6.  | Norwegia   | Annlaug Drange Marianne Pedersen Tone Rolland Ellen Johanne Braa  | 3:49,5 |

### Skok wzwyż
| Lp. | Państwo    | Zawodniczka        | Wynik |
| --- | ---------- | ------------------ | ----- |
| 1.  | NRD        | Rosemarie Witschas | 1,87  |
| 2.  | Włochy     | Sara Simeoni       | 1,92  |
| 3.  | Rumunia    | Cornelia Popescu   | 1,80  |
| 4.  | Norwegia   | Kari Karlsen       | 1,73  |
| 4.  | Węgry      | Erika Rudolf       | 1,73  |
| 6.  | Szwajcaria | Doris Bisang       | 1,70  |

### Skok w dal
| Lp. | Państwo    | Zawodniczka          | Wynik |
| --- | ---------- | -------------------- | ----- |
| 1.  | Rumunia    | Viorica Viscopoleanu | 6,45  |
| 2.  | NRD        | Angela Schmalfeld    | 6,39  |
| 3.  | Węgry      | Margit Papp          | 6,15  |
| 4.  | Norwegia   | Berit Berthelsen     | 6,12  |
| 5.  | Włochy     | Silvia Chersoni      | 5,72  |
| 6.  | Szwajcaria | Isabella Lusti       | 5,28  |

### Pchnięcie kulą
| Lp. | Państwo    | Zawodniczka       | Wynik |
| --- | ---------- | ----------------- | ----- |
| 1.  | NRD        | Marita Lange      | 18,09 |
| 2.  | Węgry      | Judit Bognár      | 17,81 |
| 3.  | Rumunia    | Valentina Cioltan | 17,78 |
| 4.  | Włochy     | Cinzia Petrucci   | 14,35 |
| 5.  | Norwegia   | Sissel Langballe  | 13,70 |
| 6.  | Szwajcaria | Verena Roth       | 13,68 |

### Rzut dyskiem
| Lp. | Państwo    | Zawodniczka         | Wynik |
| --- | ---------- | ------------------- | ----- |
| 1.  | Rumunia    | Argentina Menis     | 65,96 |
| 2.  | NRD        | Gabriele Hinzmann   | 59,86 |
| 3.  | Węgry      | Gabriella Varga     | 50,36 |
| 4.  | Szwajcaria | Rita Pfister        | 49,02 |
| 5.  | Włochy     | Renata Scaglia      | 45,14 |
| 6.  | Norwegia   | Ann-Kristin Granrud | 43,12 |

### Rzut oszczepem
| Lp. | Państwo    | Zawodniczka       | Wynik |
| --- | ---------- | ----------------- | ----- |
| 1.  | NRD        | Ruth Fuchs        | 54,30 |
| 2.  | Rumunia    | Elena Neacșu      | 52,42 |
| 3.  | Węgry      | Mária Kucserka    | 51,46 |
| 4.  | Szwajcaria | Klara Ulrich      | 44,36 |
| 5.  | Norwegia   | Inger Lise Ramton | 43,30 |
| 6.  | Włochy     | Giuliana Amici    | 42,26 |